# Niculina Stelea
Niculina Stelea (n. 7 ianuarie 1965) este un politician român, aleasă în 2024 senator din partea partidului Alianța pentru Unirea Românilor (AUR). 

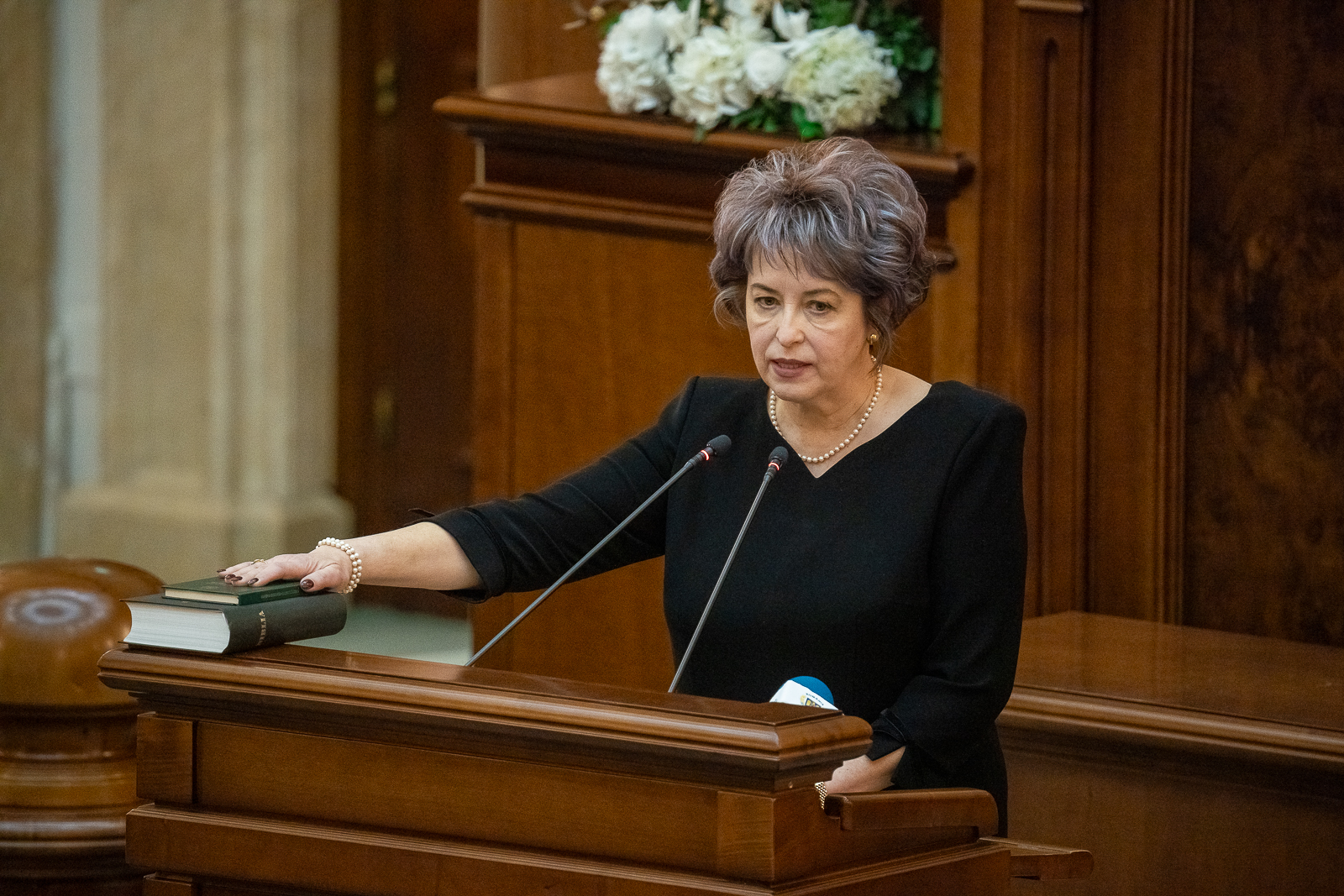
Stelea depunând jurământul în Senat, 21 decembrie 2024